# Felix Zimmer
Felix Zimmer (* 23. November 1979 Nordhorn) ist ein deutscher Schauspieler und Autor.

## Leben und Werk
Felix Zimmer wurde in Nordhorn geboren und wuchs in Hannover auf, dort absolvierte er im Jahr 2000 das Abitur. Zwischen 2002 und 2006 studierte er an der Hochschule für Musik und Theater in Rostock. Seit dem Jahr 2006 hat er ein Engagement am Theater Kiel.
Abseits der Bühne wirkte Felix Zimmer in verschiedenen Film- und Fernsehproduktionen mit und ist als Autor tätig. Mit der "Don Quijote-Persiflage Lost in La Mancha, der Space-Oper Gestrandet auf 19-7-4 und zuletzt dem Monolog Sehnsucht unter Brotfruchtbäumen hat er bereits drei eigene Produktionen auf die Bühne gebracht.
Darüber hinaus schrieb und produzierte er mit Sandy Island seinen ersten eigenen Kurzfilm.

## Film/TV Auswahl
| 2017 | So weit wie das Meer                        | Regie: Axel Barth • ZDF                      |
| 2016 | Tatort – Borowski und das verlorene Mädchen | Regie: Raymond Ley • ARD                     |
| 2012 | Kein Tunnel ohne Licht                      | Regie: Linus Krebs • Kurzfilm • Hauptrolle   |
| 2010 | Nackte Tatsachen                            | Regie: Oliver Boczek • Kurzfilm • Hauptrolle |
| 2008 | Aquarius                                    | Regie: Arto Buhmann • Kurzfilm • Hauptrolle  |
| 2006 | Trial and Error                             | Regie: Torsten Löhn • Kurzfilm               |
| 2005 | Wohnung 12                                  | Regie: Andreas Ehrig • Kurzfilm • Hauptrolle |

Quelle: